# يوسي بن دافيد
يُوسِي بِنْ دَافِيد (بالعبرية: יוסי בן-דוד) رجلُ سياسةٍ إسرائيليٌّ يرأس مكتبَ الاتصال الإسرائيلي في المغرب منذ شتنبر 2024. كان قبلُ عُمْدَةَ طبرية المحتلة، وبها كان مَوْلِدُه سنة 1969. وقد جُعل في الرباط مكانَ دافيد جبرين بعد نحو سنة من بدء معركة طوفان الأقصى كان فيه المكتب شبهَ متوقِّفٍ عن العمل. وكان دافيد جبرين قد صُرف شهر شتنبر 2022 على إثر التحقيق في دعاوى فساده وتحرّشه بمغربياتٍ يعملن في مكتب الاتصال الإسرائيلي.